# PROP1
PROP1‏ (PROP paired-like homeobox 1) هوَ بروتين يُشَفر بواسطة جين PROP1 في الإنسان.